# Духовое (Лискинский район)
Духовое — село в Лискинском районе Воронежской области.
Входит в состав Петропавловского сельского поселения.

## История
Деревня Лискинского района, на левом берегу Дона. Возникла в 60-е годы XVIII века как крепостной-поселок землевладельцев Масловых, которым принадлежало и соседнее село Масловка. Сначала деревня называлась Никольским — по приходу Никольской церкви в селе Масловке. Позднее получила название по соседнему озеру Духовому: или по суеверному представлению о «духах», или по запаху гниющих остатков растений, или потому, что оно было непроточным и в нём  зимой «задыхалась» рыба.
Деревня Духовое под названием Никольское упоминается в описании Бобровского уезда 1780 года, где сказано, что здесь был деревянный господский дом. Она отмечена на карте 1780 года, где обозначено также и озеро Духовое.
Во время отмены крепостного права помещики Стрижевские, которым принадлежало в то время Духовое, обманули крестьян, наделив их землёй, заносимой песком. В результате через десяток лет крестьянам уже нечем было жить. Они вели долгую переписку с уездными и губернскими властями о пересмотре вопроса о наделе землёй, но ничего не добились. В результате, в 1906 году они разгромили имение помещика Стрижевского.(Этот абзац везде  копируется из книги В.А.Прохорова. "Вся Воронежская земля" 1973 г.).Никакого "обмана"крестьян со стороны помещиков Стрижевских не было.Согласно почвоведению тех мест - почва там особенная и имеет характеристику меняться.Надел землей крестьян произошел в 1861 г., а разгром имения Стрижевских в 1906 г. Ниже приводятся данные из
документов Государственного архива Воронежской губернии. 
Крупнейшей попыткой разрешения аграрного кризиса стала столыпинская реформа. Эта реформа нанесла сильный удар по патриархальным формам крестьянского землеустройства. Результаты ее оказались действенными. С 1906 шел устойчивый рост сельского хозяйства, улучшалась культура посевов, повысилась урожайность. Однако реформа шла с большим социальным напряжением. Борьба крестьян проявлялась в разнообразных формах: это были и потравы лугов, и порубки частновладельческого леса, и поджоги помещичьих имений, юрских хозяйств. В Бобровском уезде были сожжены усадьбы помещиков Стрижевского и Ермолова. Недовольство крестьяне проявляли потому, что реформа, укрепив экономическое положение зажиточного и среднего крестьянства, в то же время привела к разорению и обнищанию бедняцкую его часть. В феврале 1885 года около деревни Духовое произошёл трагический случай, в результате которого погиб выдающийся русский учёный-зоолог и путешественник Н. А. Северцов. Во время одной из своих поездок со своим соседом помещиком, генералом Стрижевским Василием Михайловичем(1824-1907) он отправился по льду Дона из Духового в Лиски и провалился в реку. Его быстро извлекли из холодной воды, но он вскоре умер тут же на берегу реки.

### Улицы
- ул. Генерала Грибкова
- ул. Придонская
- пер. Придонской 1-й
- пер. Придонской 2-й
- пер. Придонской 3-й